# Fuldatal zwischen Rotenburg und Niederaula
Das Fuldatal zwischen Rotenburg und Niederaula im östlichen Nordhessen ist eine weite offene Flussaue, die von Hügelland umgeben wird. Die überwiegend intensiv genutzte Landschaft wird von der langsam fließenden Fulda durchströmt, die hier nicht durch Dämme reguliert wird. Die zahlreichen, durch den Abbau von Kies entstandenen Seen und der regelmäßig über die Ufer tretende Fluss bieten zahlreichen Vogelarten mit Bindung an Gewässer und Feuchtgebiete eine attraktive Umgebung. Um ihren Lebensraum zu schützen, wurde in der Mitte der 2000er Jahre das Gelände als Vogelschutzgebiet ausgewiesen. Es wird in Hessen als bedeutendes und artenreiches Rast- und Überwinterungsgebiet für Wasser-, Wat- und Wiesenvögel angesehen.

## Lage
Das zweigeteilte Schutzgebiet erstreckt sich entlang des Mittellaufs der Fulda, die auf der Wasserkuppe inmitten des Biosphärenreservats Rhön entspringt und in Hann. Münden, neben der Werra, zu dem linken der beiden Hauptquellflüsse der Weser wird, die der Nordsee zufließt. Das Vogelschutzgebiet liegt innerhalb des Landkreises Hersfeld-Rotenburg zwischen Solms im Süden und Rotenburg im Norden. Es wird nur durch den nicht geschützten Bereich vom Schloss Eichhof südlich Bad Hersfelds bis zur Brücke zum Stadtteil Petersberg in Bad Hersfeld unterbrochen. Administrativ gehören die Flächen zu den Gemarkungen der Gemeinden Niederaula, Bad Hersfeld, Ludwigsau, Bebra und Rotenburg. Die Fulda durchfließt das Schutzgebiet auf einer Länge von rund 26 Kilometern.
In der naturräumlichen Gliederung Deutschlands, die auf der Geografischen Landesaufnahme des Instituts für Landeskunde Bad Godesberg basiert, wird das südliche Teilgebiet dem Kämmerzell-Asbacher Fuldatal (355.20) und der Hersfelder Senke (355.21) des Fulda-Haune-Tafellands (355) und das nördliche Teilgebiet dem Friedlos-Mecklarer Fuldatal (357.10) und dem Bebraer Becken (357.11) im Fulda-Werra-Bergland (357) zugeordnet. Sie gehören alle zu der Haupteinheitengruppe des Osthessischen Berglands (35).

## Schutzgebiet

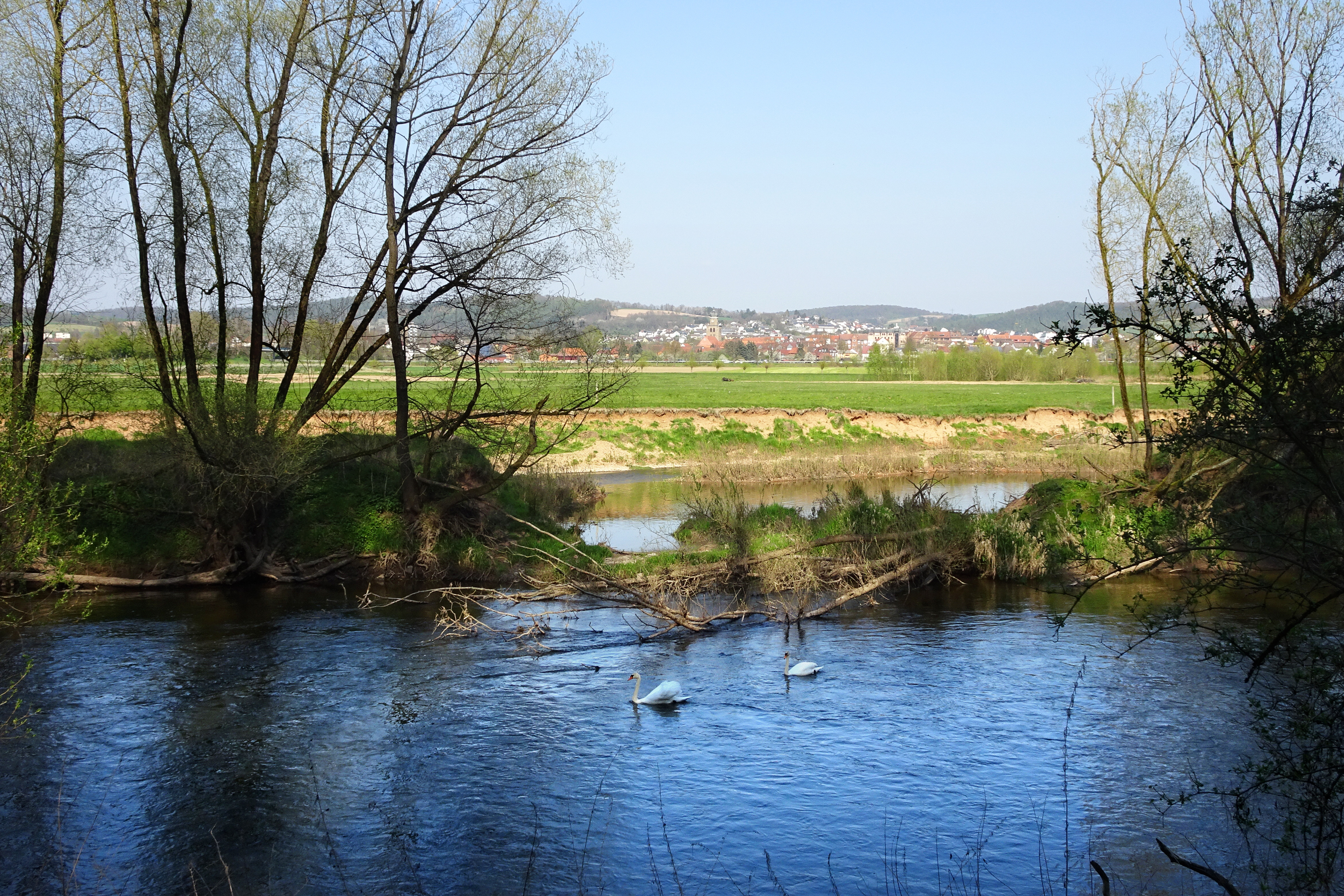
Die Fulda südlich des Schutzgebiets „Forbachsee bei Bebra“

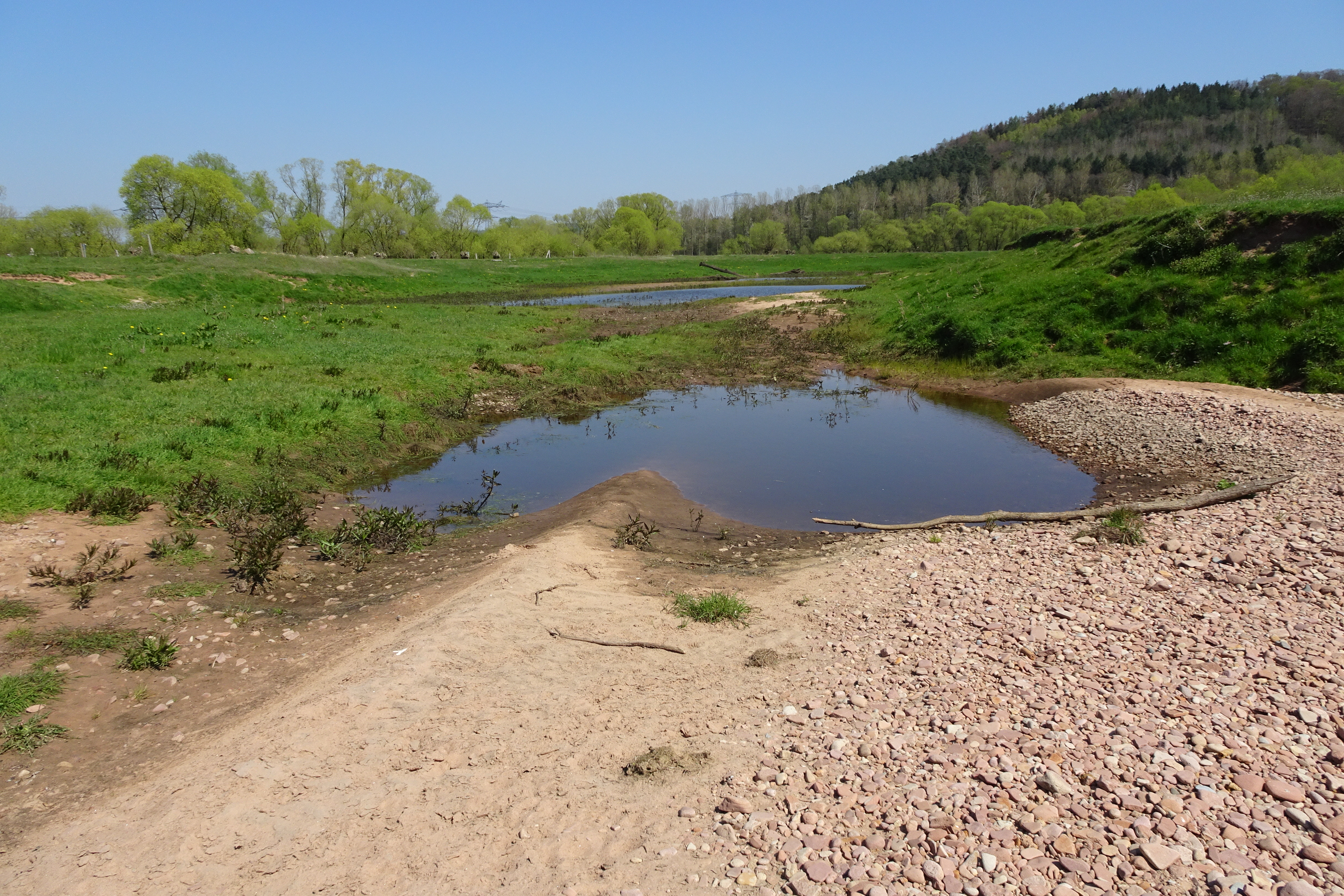
Neu angelegte Flutmulde im Naturschutzgebiet „Alte Fulda bei Blankenheim“ als naturnaher Hochwasserschutz

Die Fulda durchfließt im Bereich des Vogelschutzgebiets überwiegend die Schichten des Mittleren und Unteren Buntsandsteins aus der Trias des älteren Mesozoikums. In der Flussniederung dominieren dagegen jüngere, holozäne Hochflutablagerungen in Form von unterschiedlich mächtigen Auelehmdecken. Vorherrschender Bodentyp ist der sedimentierte Braune Auenboden, an Stellen mit hoch anstehendem Grundwasser auch Gleye, teilweise auch anmoorige Gleye.
In dem südlichen Bereich des Vogelschutzgebiets erstreckt sich eine weite Wiesenaue, durch die die Fulda mit vielen Windungen mäandriert und in denen sich der Fluss bei Hochwasser ausbreiten kann. Ackerflächen sind nur in den Randlagen vorhanden, während nördlich von Bad Hersfeld mehr Ackerland zu finden ist. Die Auewiesen werden von Flutmulden strukturiert, in denen sich das Winterhochwasser über längere Zeit hält. Ihre schlammigen Ufer bieten ungezählten Zugvögeln ebenso Nahrung, wie die zahlreichen aufgelassenen und renaturierten Kiesgruben.
Aus klimatischer Sicht gehört die Landschaft zum Klimabezirk des Nordhessischen Berglands, das von verhältnismäßig kühlen Wintern und auch kühlen Sommern kennzeichnet wird. Zu den Besonderheiten des lokalen Klimas gehört, dass das Fuldatal gegenüber dem Umland leicht wärmebegünstigt ist und in den Wintermonaten hier häufiger Nebel auftritt. In tieferen Tallagen, wie Randsenken und Flutrinnen, kommt es vor allem im Herbst und Winter zur Bildung von Kaltluftseen, mit einer erhöhten Früh- und Spätfrostgefahr.

## Vogelschutz

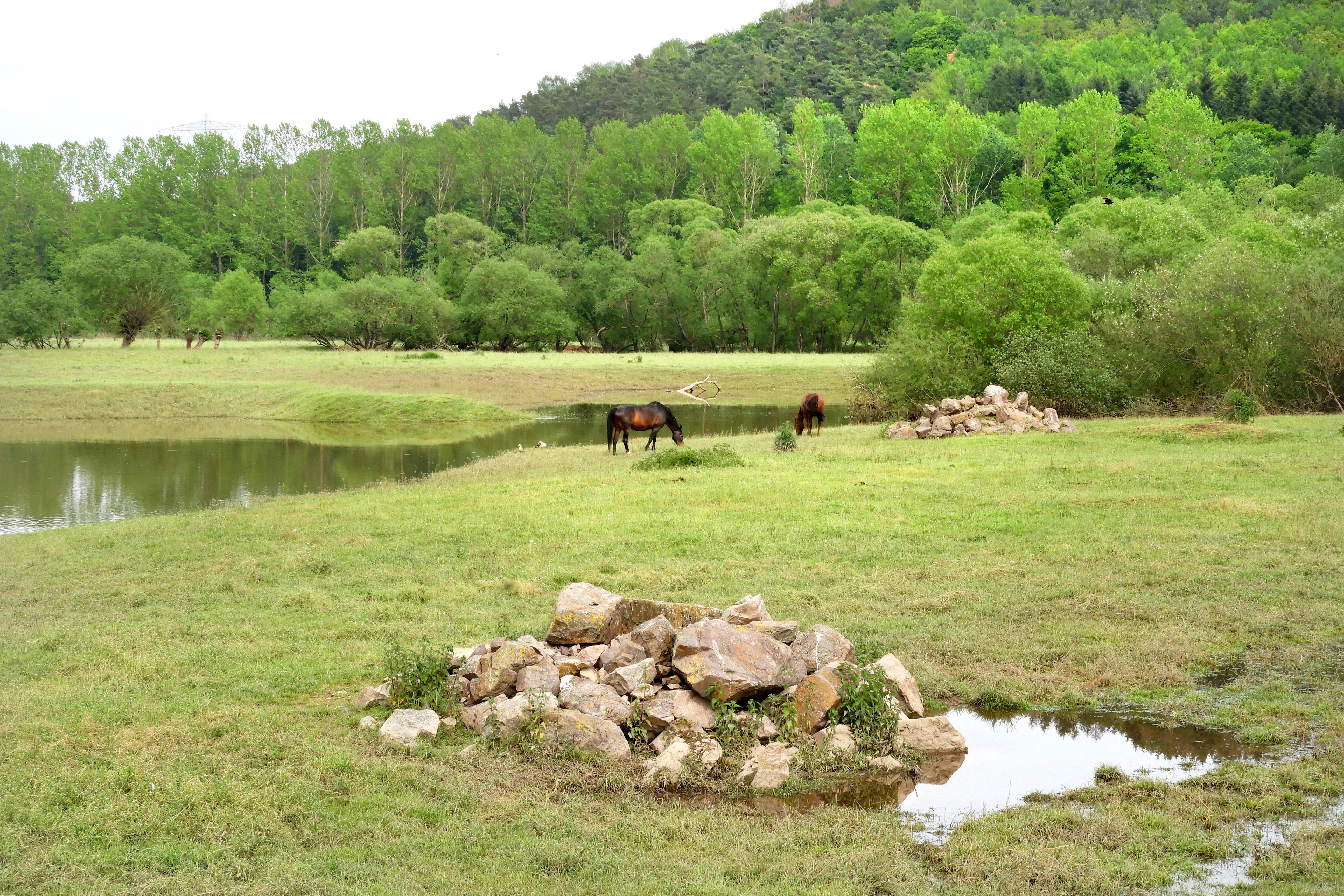
Aufgeschüttete Steinhügel im Naturschutzgebiet „Alte Fulda bei Blankenheim“ sollen Vögeln als Ansitzwarten dienen und Amphibien, Reptilien und Insekten Lebensraum und Unterschlupf bieten

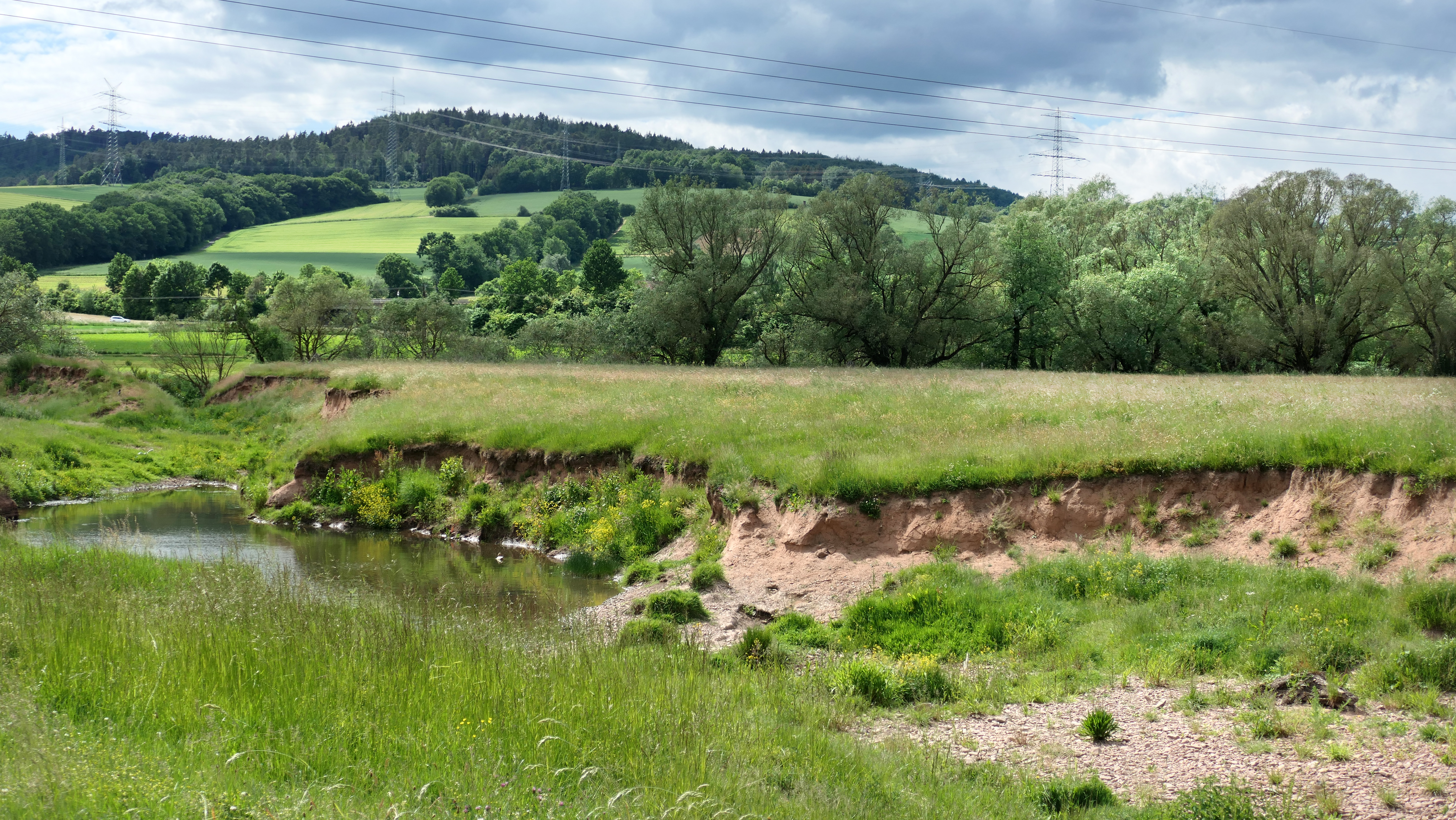
Flutmulde zur Förderung der Auendynamik im Naturschutzgebiet „Alte Fulda bei Blankenheim“

Die Wahl des Fuldatals als Vogelschutzgebiet gehörte zu der Umsetzung der Verpflichtungen die aus der Vogelschutzrichtlinie entstanden. Mit dem Ziel die wildlebenden heimischen Vogelarten im Gebiet der Europäischen Union in ihrem Bestand dauerhaft zu erhalten, hatten das Europäische Parlament und der Rat der Europäischen Union im April 1979 eine Richtlinie erlassen, die neben dem Schutz auch die Bewirtschaftung und die Nutzung der Vögel regelt. Sie wurde durch die aktuelle, weitgehend gleiche Fassung, die im Februar 2010 in Kraft getreten ist, ersetzt.
Ein verbindliches Element in ihr ist die für alle Mitgliedstaaten geltende Auflage, in eigener Zuständigkeit und unter Beachtung bestimmter Kriterien, die geeignetsten Gebiete für das Überleben und die Vermehrung der Vögel zu erhalten oder wiederherzustellen und diese Gebiete der EU zu melden. Konkrete Schutzgebietsverpflichtungen bestehen für die Vogelarten des Anhangs 1 der Vogelschutzrichtlinie, für die die „zahlen- und flächenmäßig geeignetsten Gebiete“ zu Schutzgebieten zu erklären sind. Auch für alle nicht im Anhang I aufgeführten, regelmäßigen Zugvogelarten besteht die Verpflichtung für ihre Vermehrungs-, Mauser- und Überwinterungsgebiete sowie der Rastplätze in ihren Wanderungsgebieten entsprechende Schutzmaßnahmen zu ergreifen. Zur Erreichung eines ausreichenden Erfüllungsgrades wurden für jede dieser Arten die fünf besten Gebiete in Hessen nach dem „Top 5“-Kriterium ausgewählt.
Das Hessische Fachkonzept zur Auswahl von Vogelschutzgebieten nach der europäischen Vogelschutz-Richtlinie aus dem Jahr 2004 bewertet das Vogelschutzgebiet „Fuldatal zwischen Rotenburg und Niederaula“ als:
- Bedeutendes und artenreiches Rast- und Überwinterungsgebiet für Wasser-, Wat- und Wiesenvögel, vor allem TOP 5 für den Kiebitz (Vanellus vanellus), weiterhin für Bekassine (Gallinago gallinago), Gänsesäger (Mergus merganser) und Fischadler (Pandion haliaetus).
- Bedeutendes Brutgebiet von Flussuferläufer (Actitis hypoleucos), (TOP 1), Flussregenpfeifer (Charadrius dubius), Weißstorch (Ciconia ciconia), Eisvogel (Alcedo atthis), Kiebitz, Bekassine und Neuntöter (Lanius collurio).[6]

Darüber hinausgehend besitzt das Vogelschutzgebiet Bedeutung für weitere Arten. Der Standarddatenbogen aus dem Jahr 2004, der für die Übermittlung von Informationen zu Natura-2000-Gebieten an die Europäische Kommission verwendet wurde, nennt mit Spießente (Anas acuta), Löffelente (Anas clypeata), Krickente (Anas crecca), Pfeifente (Anas penelope), Knäkente (Anas querquedula), Schnatterente (Anas strepera), Wiesenpieper (Anthus pratensis), Tafelente (Aythya ferina), Reiherente (Aythya fuligula), Rohrweihe (Circus aeruginosus), Schwarzmilan (Milvus migrans), Rotmilan (Milvus milvus), Steinschmätzer (Oenanthe oenanthe), Kormoran (Phalacrocorax carbo), Haubentaucher (Podiceps cristatus), Braunkehlchen (Saxicola rubetra), Zwergtaucher (Tachybaptus ruficollis), Bruchwasserläufer (Tringa glareola), und Waldwasserläufer (Tringa ochropus) Vögel, für deren Schutz besondere Maßnahmen nötig sind.

## Unterschutzstellung
Das Fuldatal zwischen Rotenburg und Niederaula ist als besonderes Schutzgebiet vom Land Hessen der EU im November 2004 gemeldet worden. Der Vorschlag wurde unter anderem mit der Schutzwürdigkeit als wichtiges Rast-, Überwinterungs- und Vermehrungsgebiet für Zugvogelarten, vor allem für die mit Bindung an Gewässer, Feuchtgebiete und des Offenlands begründet. Erhaltungsziele waren die Habitate der Arten nach Anhang I Vogelschutzrichtlinie: Eisvogel, Fischadler und Weißstorch sowie die Lebensräume für Arten nach Artikel 4, Absatz 2 der Vogelschutzrichtlinie: Haubentaucher, Flussregenpfeifer, Flussuferläufer, Bekassine, Neuntöter, Kiebitz, Gänsesäger und Kormoran. Das Vogelschutzgebiet besitzt eine Größe von 1.711,88 Hektar, hat die Gebietsnummer 5024-401 und den WDPA-Code 555537601.

## Überlagerung mit anderen Schutzgebieten

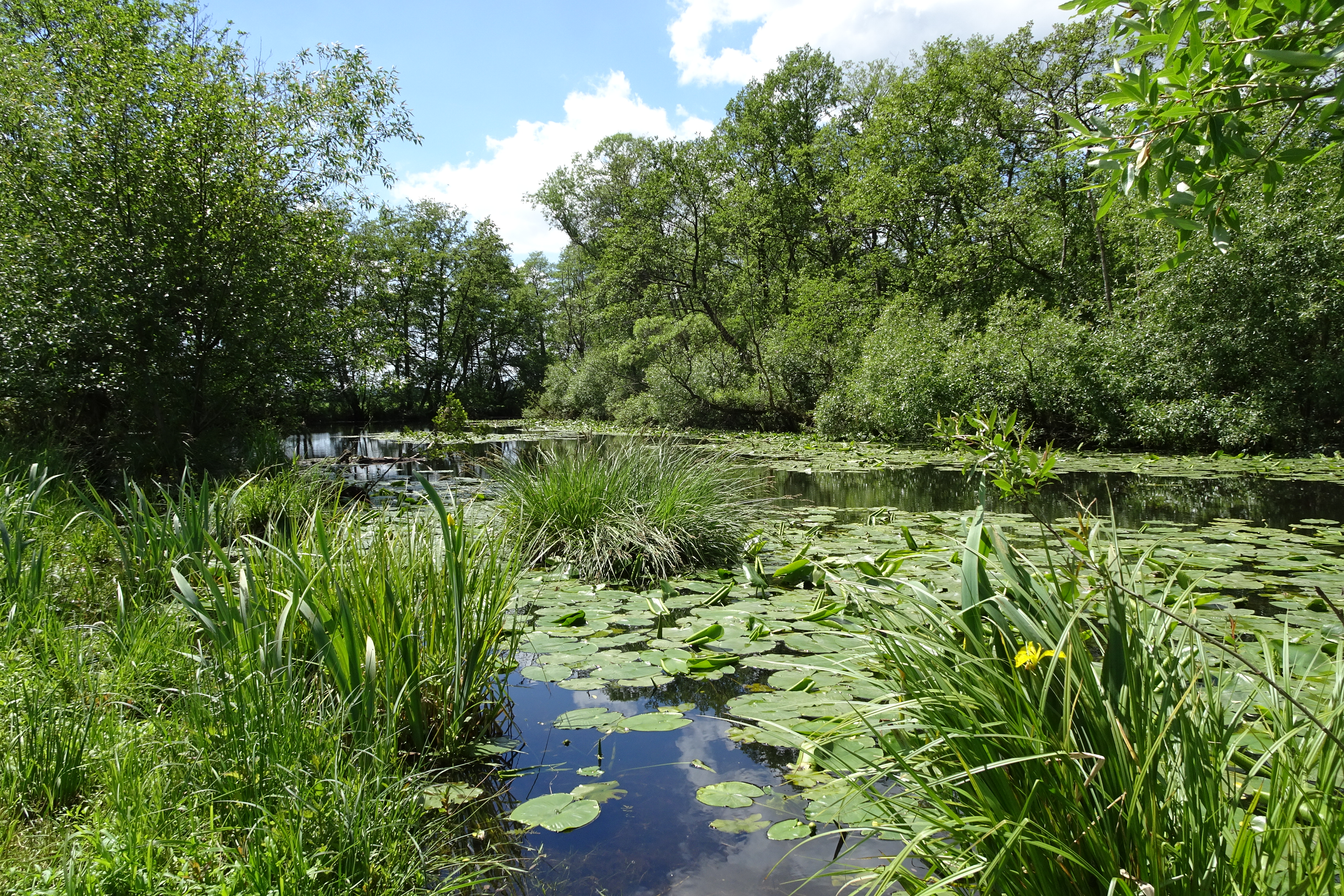
Der Altarm der Fulda bei Asbach ist eines der größeren naturnahen Stillgewässer im Mittleren Fuldatal

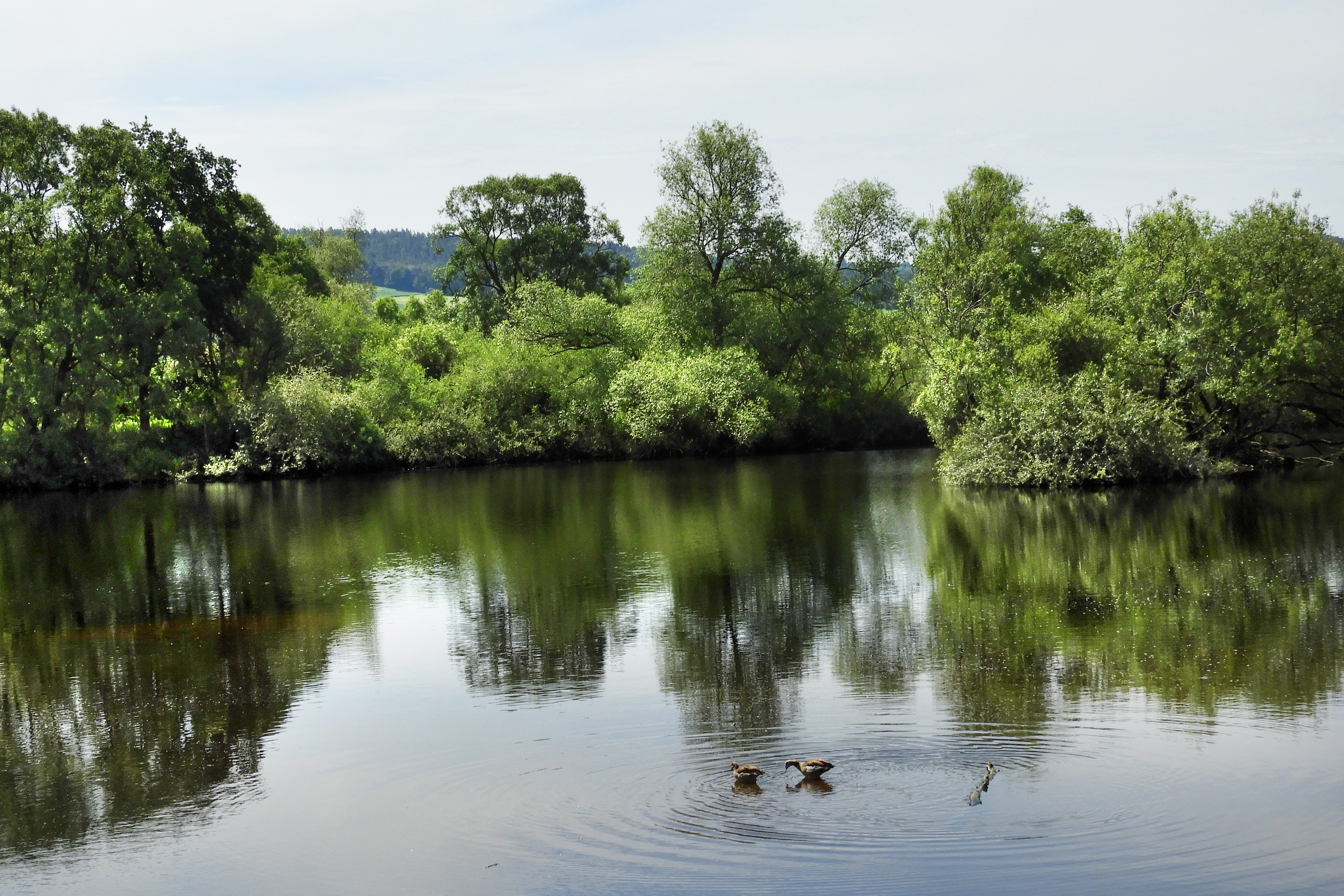
Die ehemaligen Kiesgrube „In den Weiden bei Blankenheim“ wird jetzt von einem Grundwassersee ausgefüllt, den ein dichter Saum aus Gehölzen umgibt

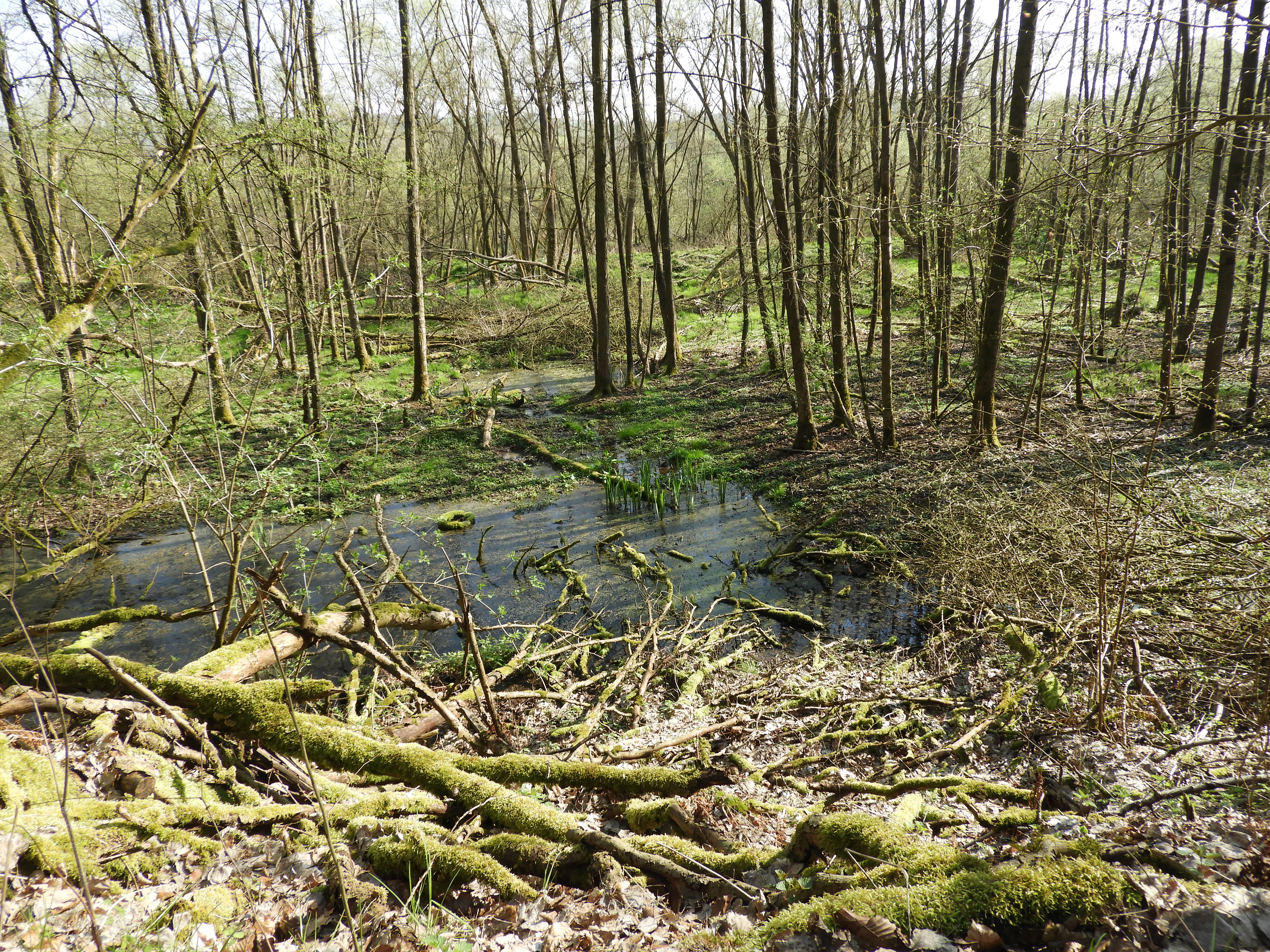
Bruchwald im Naturschutzgebiet „Forbachsee bei Bebra“

Unter den Schutzgebieten, die zu verschiedenen Kategorien gehören und das Vogelschutzgebiet überlagern, sind drei Fauna-Flora-Habitat-Gebiete, fünf Naturschutzgebiete und ein Landschaftsschutzgebiet.

### Fauna-Flora-Habitat-Gebiete
- „Auenwiesen von Fulda, Rohrbach und Solz“ (Gebietsnummer 5024-305, WDPA555520374). Der südliche Teil des Vogelschutzgebiets liegt vollständig in dem FFH-Gebiet „Auenwiesen von Fulda, Rohrbach und Solz“, zu dessen schutzwürdigen Biotopen renaturierte Flussabschnitte mit naturnahen Ufergaleriewäldern und großflächige Grünlandbestände mit Feuchtwiesen gehören. Die Flächen werden als hessenweit bedeutendes Brut- und Rastgebiet für Wasservögel angesehen.[10]
- „Obere und Mittlere Fuldaaue“ (Gebietsnummer 5323-303, WDPA555520692). Die Schutzwürdigkeit des FFH-Gebiets „Obere und Mittlere Fuldaaue“, zu dem der Bereich des Vogelschutzgebiets zwischen Bad Hersfeld und Bebra gehört, liegt darin, dass es als eine typische Mittelgebirgsflussregion mit extensiv genutzten, regelmäßig überschwemmten Wiesen, artenreichen Glatthaferwiesen, naturnahen Ufergehölzen, Altarmen und Altgewässern betrachtet wird. Es ist ferner bedeutend für Wiesenbrüter und von überregionaler Bedeutung für Rastvögel.[11]
- „Forbachsee bei Bebra“ (Gebietsnummer 5024-301, WDPA555520372). Im Rahmen der Umsetzung der Flora-Fauna-Habitat-Richtlinie wurde das gleichnamige Naturschutzgebiet mit etwa derselben Größe und etwa gleichen Grenzen und Erhaltungszielen in das europaweite Schutzgebietssystem Natura 2000 integriert.[12]

### Naturschutzgebiete
- „Bruchwiesen bei Mengshausen“ (Kennung 1632014, WDPA165645). Nach Aufgabe der Nutzung fielen die Wiesen brach und wurden zum Lebensraum für zahlreiche bedrohte Sumpf- und Wiesenvögel. Um das Feuchtgebiet für die Vogelarten zu sichern und weiter zu entwickeln, wurde im Dezember 1987 ein 10,42 Hektar großer Bereich als Naturschutzgebiet ausgewiesen.
- „Alte Fulda bei Asbach“ (Kennung 1632007, WDPA162087). Zweck der Unterschutzstellung im Januar 1984 war es, das rund 12 Hektar große Gebiet um den als ökologisch bedeutsam angesehenen Altarm mit seiner Flora und Fauna zu sichern und Störungen von ihm fernzuhalten.
- „In den Weiden bei Blankenheim“ (Kennung 1632005, WDPA81989). Mit der Einrichtung des 5 Hektar großen Naturschutzgebiets im September 1983 sollte das aus ornithologischer Sicht wertvolle Gewässer auf der ehemaligen Kiesabbaufläche als Lebensraum zahlreicher, im Bestand bedrohter Vogelarten dauerhaft gesichert und durch Gestaltungsmaßnahmen in seiner besonderen Bedeutung für die Vogelwelt verbessert werden.
- „Alte Fulda bei Blankenheim“ (Kennung 1632004, WDPA81266). Um Störungen von ihm fernzuhalten, wurde ein 22,8 Hektar großer Bereich im Dezember 1981 als Brut- und Rastgebiet für zahlreiche bedrohte Vogelarten durch die Einrichtung als Naturschutzgebiets gesichert.
- „Forbachsee bei Bebra“ (Kennung 1632010, WDPA163125). Mit der Unterschutzstellung im November 1985 sollten 21,93 Hektar der Flächen um die ehemalige Kiesgrube sowie der Flusslauf der Fulda mit dem Uferbewuchs gesichert und als Lebensraum und Rastplatz für zahlreiche, zum Teil seltene Vogelarten erhalten und durch Gestaltungsmaßnahmen verbessert werden.

### Landschaftsschutzgebiet
- „Auenverbund Fulda“ (Kennung 2631002, WDPA378401). Das Vogelschutzgebiet liegt vollständig in dem Landschaftsschutzgebiet „Auenverbund Fulda“, das das Ziel hat die „Funktionsfähigkeit des Naturhaushalts“ zu erhalten sowie die Fulda einschließlich ihrer Zuflüsse mit ihren durch Überflutung gekennzeichneten Auen als eine für Hessen typische Flusslandschaft zu sichern. In den Teilbereichen, zu denen auch Flächen in den Landkreisen Fulda,  Vogelsberg, Schwalm-Eder und Kassel gehören, soll der Schutz den im Wechsel von Hoch- und Niedrigwasser geprägten Lebensgemeinschaften entlang der Gewässer dienen, um die durch unterschiedliche Durchfeuchtungsstufen bestimmten Wiesen- und Ufervegetationstypen zu erhalten.[13]

## Besucherhinweise

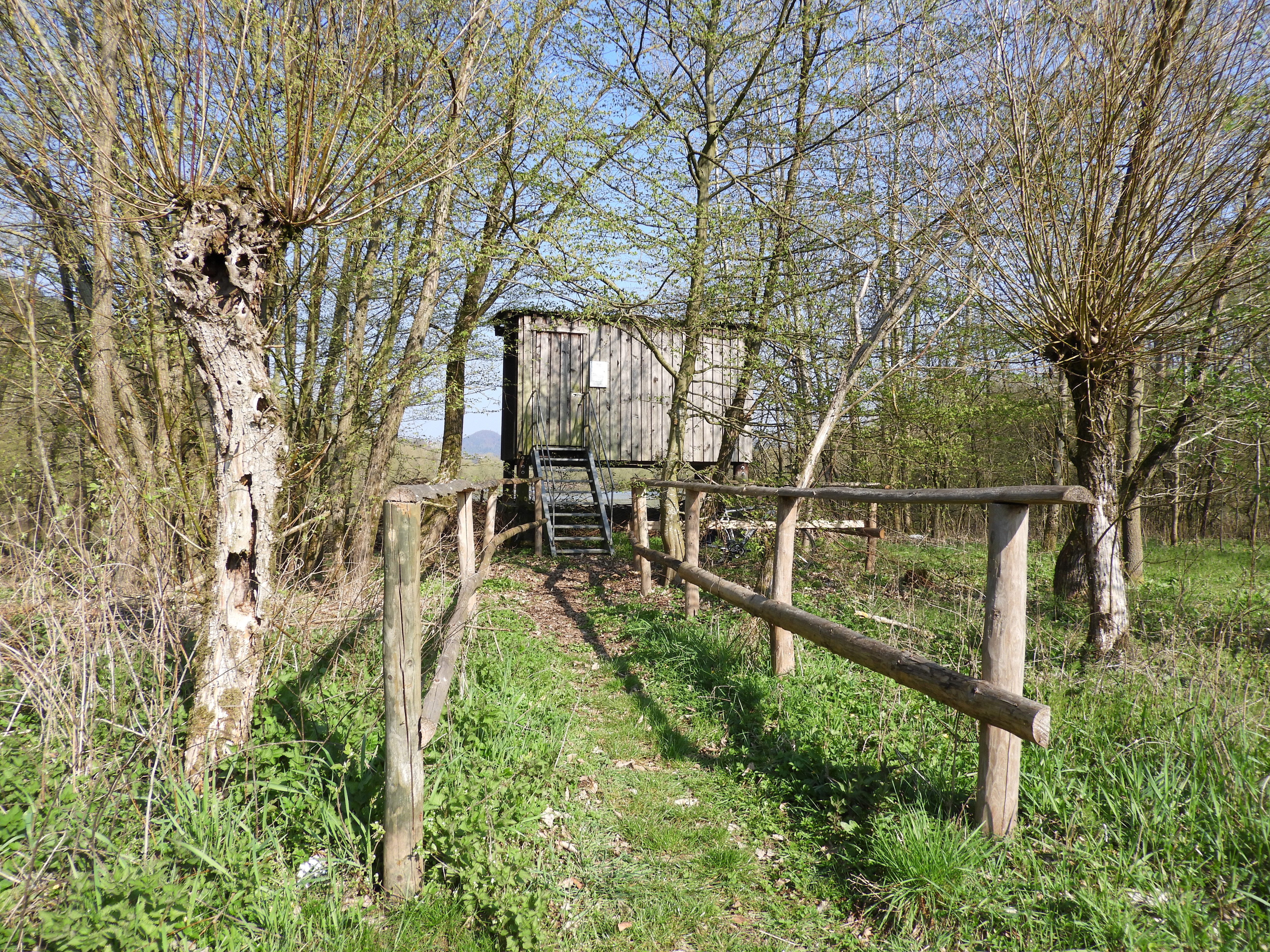
Beobachtungsstand der „Naturkundlichen Gesellschaft Mittleres Fuldatal“ am Forbachsee bei Bebra

Beobachtungsstände, die einen guten Blick auf die geschützten Bereiche und ihre Vogelwelt ermöglichen, stehen in den Naturschutzgebieten „Bruchwiesen bei Mengshausen“, „In den Weiden bei Blankenheim“, „Alte Fulda bei Blankenheim“ und „Forbachsee bei Bebra“ sowie in dem Naturschutzprojekt „Die nassen Wiesen bei Meckbach“. Durch das Fuldatal führt meist in Flussnähe der Fulda-Radweg, auch Hessischer Radfernweg R1 genannt, der von der Quelle an der Wasserkuppe bis nach Hann. Münden führt.